# Lois Island
Lois Island är en ö i Kanada.   Den ligger i territoriet Nunavut, i den nordöstra delen av landet, 3 800 km norr om huvudstaden Ottawa. Arean är 9,1 kvadratkilometer.
Terrängen på Lois Island är lite kuperad. Öns högsta punkt är 407 meter över havet. Den sträcker sig 5,0 kilometer i nord-sydlig riktning, och 3,8 kilometer i öst-västlig riktning.
Trakten runt Lois Island består i huvudsak av gräsmarker.